# Arlingham
Arlingham é uma paróquia e aldeia do distrito de Stroud, no condado de Gloucestershire, na Inglaterra. De acordo com o Censo de 2011, tinha 459 habitantes. Tem uma área de 10,15 km².